# Åkerby, Nora kommun

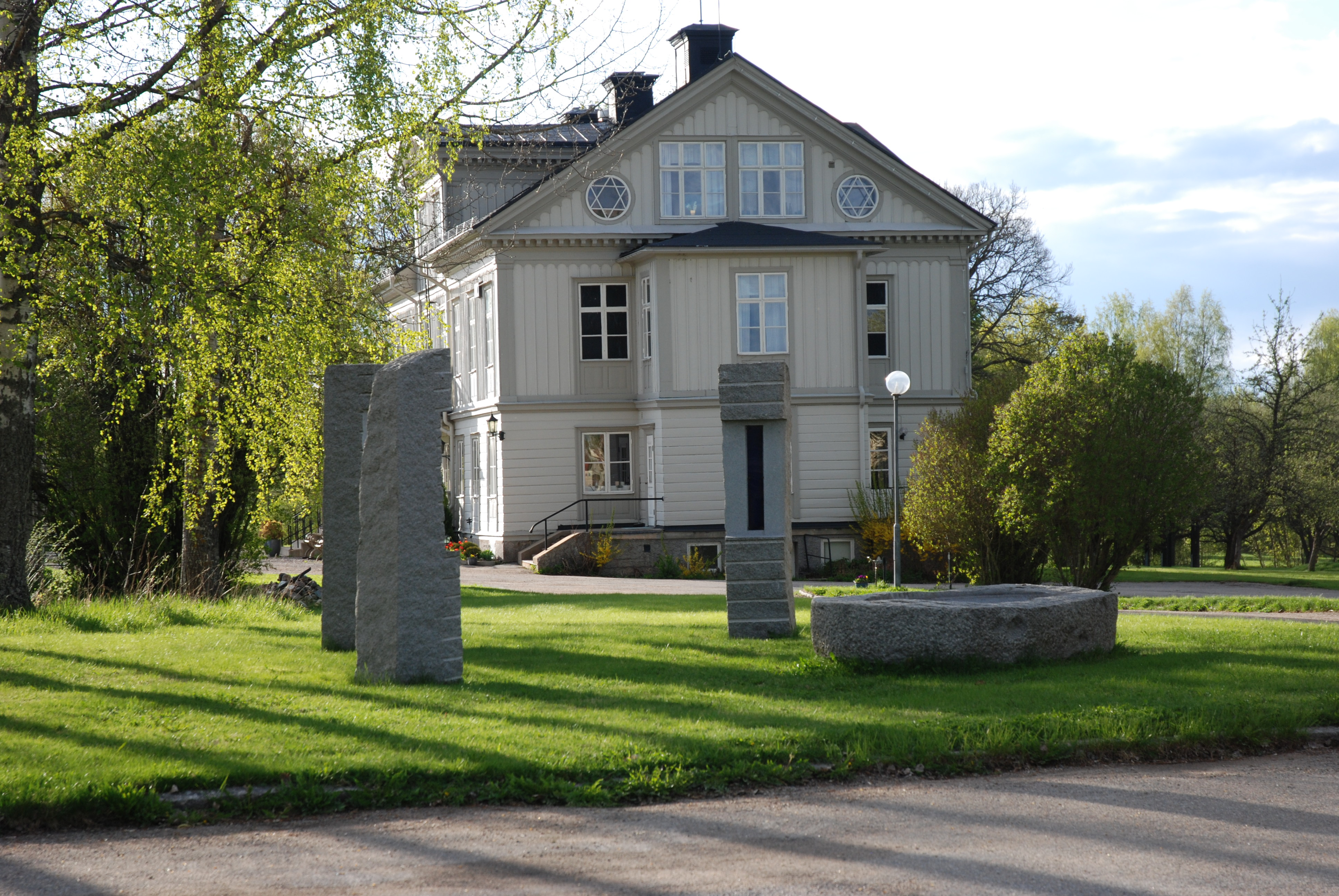
Åkerby, Nora kommun.

Åkerby herrgård ligger vid Fåsjöns strand, åtta kilometer norr om Nora. Platsen var från början ett bergsmansboställe. Kristina Karolina Olsson, änka efter bergsmannen Anders Olsson, lät 1856-59 bygga ut huvudbyggnaden till ett corps-de-logi, och byggde dessutom två flyglar.
År 1912 köptes gården av Örebro läns landsting för att användas som ett hem för "vanartiga pojkar", ett s.k. skyddshem. År 1952 blev herrgården ett semesterhem för husmödrar, och år 1958 gjordes den om till kursgård, fortfarande i landstingets regi. Sedan 1999 bedrivs en hotell- och konferensanläggning. Gården totalrenoverades år 2001.

## Åkerby skulpturpark
Åkerby skulpturpark låg vid Åkerby herrgård. I skulpturparken fanns från början cirka 130 skulpturer. Parken lade ned 2008. 25 skulpturer överlämnades till Nora kommun som gåva, men en del av skulpturerna står fortfarande kvar. Alla de 25 skulpturerna som donerats till Nora har ännu (2013) inte satts upp.